# FAQ
FAQ (zkratka anglického výrazu Frequently Asked Questions, v překladu často kladené dotazy), je dokument obsahující seznam otázek a odpovědí, které se ohledně nějaké problematiky často vyskytují a jsou pro ni typické.
Dokumenty FAQ vznikly na Internetu, konkrétně v Usenetových diskusních skupinách. V těchto skupinách se často opakovaly stejné otázky začátečníků, kteří znovu a znovu pokládali již mnohokrát zodpovězené dotazy. Aby se takovým opakovaným otázkám zabránilo, někteří uživatelé začali vytvářet seznamy nejtypičtějších otázek a odpovědí na ně, které do příslušné skupiny pravidelně zasílali v jediné shrnující zprávě. V prostředí diskusních skupin se považuje za nezdvořilé pokládat dotazy, které jsou v FAQ pokryty.
Z těchto pravidelně zasílaných zpráv se FAQ rozšířilo do mnoha dalších forem, často se FAQ dokumenty objevují přímo v distribucích software jako součást nápovědy. Nebo jako robustní knowledge base řešení webových stránek s prostorem pro vlastní FAQ. Ten pak lze různě implementovat do webových stránek i např. za pomoci vysouvacích panelů.
Pojem FAQ se už objevuje i „off-line“, např. v některých návodech k elektronice apod.
Existují tisíce dokumentů FAQ na různá témata; na Internetu existují specializované servery, které nabízejí sbírky FAQ, jejich fulltextové prohledávání apod. Někdy se označení FAQ používá pro libovolnou dokumentaci, která se jen vzdáleně týká „často kladených otázek“, příkladem je server GameFAQs.
Název „FAQ“ se objevil až na Internetu, ale koncept FAQ je relativně starý. Např. v roce 1647 vydal Matthew Hopkins knihu The Discovery of Witches (Odhalování čarodějnic), která se držela formátu otázek a odpovědí (uváděném jako „Některé otázky zodpovězeny“). Mnoho klasických katechismů má také takovou strukturu.